# Coppa del Mondo di ginnastica ritmica 2018
La Coppa del Mondo di ginnastica ritmica 2018  comprende quattro eventi World Cup e cinque eventi World Challenge Cup e si svolgerà tra l'Europa e l'Asia.
I punti delle quattro migliori prestazioni negli eventi di World Cup ottenuti da ogni partecipante vengono raccolti e sommati. In base al totale verranno quindi premiate per ogni categoria le atlete che avranno ottenuto più punti, durante la tappa finale di Kazan', Russia.

## Calendario[2]
| Data                | Evento                       | Location    |
| ------------------- | ---------------------------- | ----------- |
| 30 marzo - 1 aprile | FIG World Cup 2018           | Sofia       |
| 13-15 aprile        | FIG World Cup 2018           | Pesaro      |
| 20-22 aprile        | FIG World Cup 2018           | Tashkent    |
| 27-28 aprile        | FIG World Cup 2018           | Baku        |
| 4-6 maggio          | FIG World Challenge Cup 2018 | Guadalajara |
| 11-13 maggio        | FIG World Challenge Cup 2018 | Portimão    |
| 17-19 agosto        | FIG World Challenge Cup 2017 | Minsk       |
| 24-26 agosto        | FIG World Challenge Cup 2017 | Kazan'      |

## Vincitrici

### Concorso generale

#### Individualiste
| Competizioni        | Oro                  | Argento              | Bronzo              |
| ------------------- | -------------------- | -------------------- | ------------------- |
| World Cup           |                      |                      |                     |
| Sofia               | Aleksandra Soldatova | Ekaterina Seleznëva  | Katrin Taseva       |
| Pesaro              | Dina Averina         | Linoy Ashram         | Katrin Taseva       |
| Tashkent            | Aleksandra Soldatova | Linoy Ashram         | Ekaterina Seleznëva |
| Baku                | Marija Sergeeva      | Vlada Nikolchenko    | Anastasiia Salos    |
| World Challenge Cup |                      |                      |                     |
| Guadalajara         | Linoy Ashram         | Aleksandra Soldatova | Arina Averina       |
| Portimão            | Marija Sergeeva      | Nicol Zelikman       | Polina Chonina      |
| Minsk               | Linoy Ashram         | Aleksandra Soldatova | Katsiaryna Halkina  |
| Kazan'              | Aleksandra Soldatova | Dina Averina         | Linoy Ashram        |

#### Concorso Generale Gruppi
| Competizioni        | Oro      | Argento     | Bronzo      |
| ------------------- | -------- | ----------- | ----------- |
| World Cup           |          |             |             |
| Sofia               | Bulgaria | Giappone    | Italia      |
| Pesaro              | Italia   | Bielorussia | Russia      |
| Tashkent            | Russia   | Bielorussia | Estonia     |
| Baku                | Italia   | Bulgaria    | Giappone    |
| World Challenge Cup |          |             |             |
| Guadalajara         | Bulgaria | Italia      | Russia      |
| Portimão            | Cina     | Finlandia   | Azerbaigian |
| Minsk               | Italia   | Russia      | Giappone    |
| Kazan'              | Italia   | Russia      | Bulgaria    |

### Specialità

#### Cerchio
| Competizioni        | Oro                  | Argento              | Bronzo            |
| ------------------- | -------------------- | -------------------- | ----------------- |
| World Cup           |                      |                      |                   |
| Sofia               | Aleksandra Soldatova | Katrin Taseva        | Boryana Kaleny    |
| Pesaro              | Arina Averina        | Dina Averina         | Katrin Taseva     |
| Tashkent            | Aleksandra Soldatova | Linoy Ashram         | Boryana Kaleyn    |
| Baku                | Marija Sergeeva      | Katsiaryna Halkina   | Laura Zeng        |
| World Challenge Cup |                      |                      |                   |
| Guadalajara         | Arina Averina        | Linoy Ashram         | Anastasiia Salos  |
| Portimão            | Marija Sergeeva      | Nicol Zelikman       | Polina Chonina    |
| Minsk               | Katsiaryna Halkina   | Aleksandra Soldatova | Vlada Nikolchenko |
| Kazan'              | Dina Averina         | Aleksandra Soldatova | Boryana Kaleyn    |

#### Palla
| Competizioni        | Oro                  | Argento             | Bronzo               |
| ------------------- | -------------------- | ------------------- | -------------------- |
| World Cup           |                      |                     |                      |
| Sofia               | Aleksandra Soldatova | Ekaterina Seleznëva | Katrin Taseva        |
| Pesaro              | Dina Averina         | Linoy Ashram        | Anastasiia Salos     |
| Tashkent            | Aleksandra Soldatova | Linoy Ashram        | Ekaterina Seleznëva  |
| Baku                | Ekaterina Seleznëva  | Marija Sergeeva     | Kaho Minagawa        |
| World Challenge Cup |                      |                     |                      |
| Guadalajara         | Linoy Ashram         | Milena Baldassarri  | Nicol Zelikman       |
| Portimão            | Nicol Zelikman       | Polina Chonina      | Marija Sergeeva      |
| Minsk               | Ekaterina Seleznëva  | Anastasiia Salos    | Linoy Ashram         |
| Kazan'              | Dina Averina         | Linoy Ashram        | Aleksandra Soldatova |

#### Clavette
| Competizioni        | Oro                  | Argento              | Bronzo               |
| ------------------- | -------------------- | -------------------- | -------------------- |
| World Cup           |                      |                      |                      |
| Sofia               | Katrin Taseva        | Vlada Nikolchenko    | Aleksandra Soldatova |
| Pesaro              | Linoy Ashram         | Vlada Nikolchenko    | Katrin Taseva        |
| Tashkent            | Aleksandra Soldatova | Sabina Tashkenbaeva  | Linoy Ashram         |
| Baku                | Vlada Nikolchenko    | Boryana Kaleyn       | Marija Sergeeva      |
| World Challenge Cup |                      |                      |                      |
| Guadalajara         | Arina Averina        | Aleksandra Soldatova | Milena Baldassarri   |
| Portimão            | Marija Sergeeva      | Polina Chonina       | Nicol Zelikman       |
| Minsk               | Linoy Ashram         | Aleksandra Soldatova | Anastasiia Salos     |
| Kazan'              | Dina Averina         | Linoy Ashram         | Aleksandra Soldatova |

#### Nastro
| Competizioni        | Oro                  | Argento           | Bronzo               |
| ------------------- | -------------------- | ----------------- | -------------------- |
| World Cup           |                      |                   |                      |
| Sofia               | Linoy Ashram         | Katrin Taseva     | Ekaterina Seleznëva  |
| Pesaro              | Dina Averina         | Katrin Taseva     | Arina Averina        |
| Tashkent            | Aleksandra Soldatova | Linoy Ashram      | Ekaterina Seleznëva  |
| Baku                | Marija Sergeeva      | Katrin Taseva     | Vlada Nikolchenko    |
| World Challenge Cup |                      |                   |                      |
| Guadalajara         | Aleksandra Soldatova | Linoy Ashram      | Arina Averina        |
| Portimão            | Marija Sergeeva      | Kaho Minagawa     | Alessia Russo        |
| Minsk               | Aleksandra Soldatova | Vlada Nikolchenko | Neviana Vladinova    |
| Kazan'              | Dina Averina         | Linoy Ashram      | Aleksandra Soldatova |

#### 5 Cerchi
| Competizioni        | Oro      | Argento     | Bronzo      |
| ------------------- | -------- | ----------- | ----------- |
| World Cup           |          |             |             |
| Sofia               | Bulgaria | Giappone    | Italia      |
| Pesaro              | Italia   | Cina        | Israele     |
| Tashkent            | Russia   | Ucraina     | Bielorussia |
| Baku                | Bulgaria | Italia      | Azerbaigian |
| World Challenge Cup |          |             |             |
| Guadalajara         | Italia   | Bulgaria    | Bielorussia |
| Portimão            | Cina     | Azerbaigian | Finlandia   |
| Minsk               | Italia   | Russia      | Bielorussia |
| Kazan'              | Russia   | Bulgaria    | Italia      |

#### 3 palle e 2 funi
| Competizioni        | Oro         | Argento  | Bronzo      |
| ------------------- | ----------- | -------- | ----------- |
| World Cup           |             |          |             |
| Sofia               | Giappone    | Italia   | Bulgaria    |
| Pesaro              | Italia      | Russia   | Cina        |
| Tashkent            | Russia      | Israele  | Ucraina     |
| Baku                | Bulgaria    | Giappone | Ucraina     |
| World Challenge Cup |             |          |             |
| Guadalajara         | Bulgaria    | Italia   | Azerbaigian |
| Portimão            | Azerbaigian | Cina     | Finlandia   |
| Minsk               | Giappone    | Russia   | Bielorussia |
| Kazan'              | Russia      | Italia   | Giappone    |